# San Marino en el Festival de la Canción de Eurovisión 2008
San Marino participó en el Festival de la Canción de Eurovisión en 2008, haciendo su debut en el concurso internacional. El organismo de radiodifusión nacional de San Marino: Radiotelevisione della Repubblica di San Marino (SMRTV) confirmó oficialmente la participación de San Marino en el concurso en noviembre de 2007 después de la deliberación entre los accionistas de la emisora. 
La banda de pop-rock Miodio representó a San Marino en el concurso en Belgrado con la lengua italiana canción "cómplice". Sin embargo, el debut de San Marino en el concurso no fue muy exitoso, la canción solo consiguió 5 puntos y la última posición en la primera semifinal, no calificando para la final. 
Después de participar por primera vez, San Marino se retiró del festival en 2009 debido a dificultades financieras de la SMRTV, que inicialmente presentó su solicitud de participación. 

## Participación
2008 fue el debut de San Marino en el Festival de Eurovisión. Radiotelevisione della Repubblica di San Marino (SMRTV) anunció en noviembre de 2007 que estaba considerando la posibilidad de presentarse al Festival de Eurovisión por primera vez en 2008. La mitad de la SMRTV en aquel momento pertenecía a Radiotelevisione Italiana (RAI), el organismo italiano que se retiró del festival en 1997. SMRTV, sin embargo, anunció oficialmente su participación en el Festival de la Canción de Eurovisión 2008, celebrado en Belgrado, Serbia.
La SMRTV afirmó que San Marino no tenía suficiente terreno ni habitantes como para hacer una preselección nacional. En su primera aparición de Eurovisión, SMRTV utilizó un proceso de selección interno para seleccionar a su representante.

## Proceso de preselección
SMRTV anunció que seleccionaría la primera representación de San Marino a través de un proceso de selección interna. Un jurado, encabezado por el cantante Little Tony, fue nombrado para seleccionar la canción de un grupo de canciones presentadas por los interesados en representar al país. El plazo para la presentación de las canciones fijó hasta el 25 de febrero de 2008. Cuando el plazo terminó cincuenta canciones se habían presentado a la SMRTV de candidatos de toda Europa. Muchos artistas italianos que querían participar en el festival se presentaron a la preselección de la SMRTV, incluidos los italianos Jalisse, representantes de Italia en Festival de la Canción de Eurovisión 1997. Otras propuestas presentadas a SMRTV fueron las de Massimo Bertacci y Michele Imberti. Otros cantantes participantes en otras preselecciones europeas presentaron su candidatura a SMRTV como por ejemplo "If You Never Back" por Elnur Hüseynov y "We Are One", de Alexa de las finales nacionales de Azerbaiyán y Moldavia.
El 11 de marzo de 2008, el jurado hizo pública su decisión y, seleccionó el grupo italiano-sammarinese Miodio, para representar a San Marino por primera vez en el festival con la canción "Cómplice", cantado en italiano. Miodio consta de Nicola Della Valle (voz), Paolo Macina (guitarra), Marco Andrea "Polly" Pollice (bajo), Francesco Sancisi (teclado) y Alessandro Gobbi (batería).

## Eurovisión
Al ser un país debutante, San Marino, tuvo que participar en la semifinal del festival. El festival de 2008 presentó el nuevo sistema de dos semifinales para hacer que las galas durasen menos tiempo. Así, el 28 de enero de 2008, la Unión Europea de Radiodifusión celebró un sorteo especial para determinar la semifinal en la que participaría cada país. De entre los 6 botes, San Marino fue colocado en el "bote 6". El sorteo decidió que el país participaría en la primera semifinal del festival, el 20 de mayo de 2008. Aunque solo participaron en la primera semifinal, SMRTV anunció que televisaría la otra semifinal y la final del festival, tanto en San Marino como en Italia, donde el festival se pudo ver por televisión por primera vez en varios años.

### Semifinal

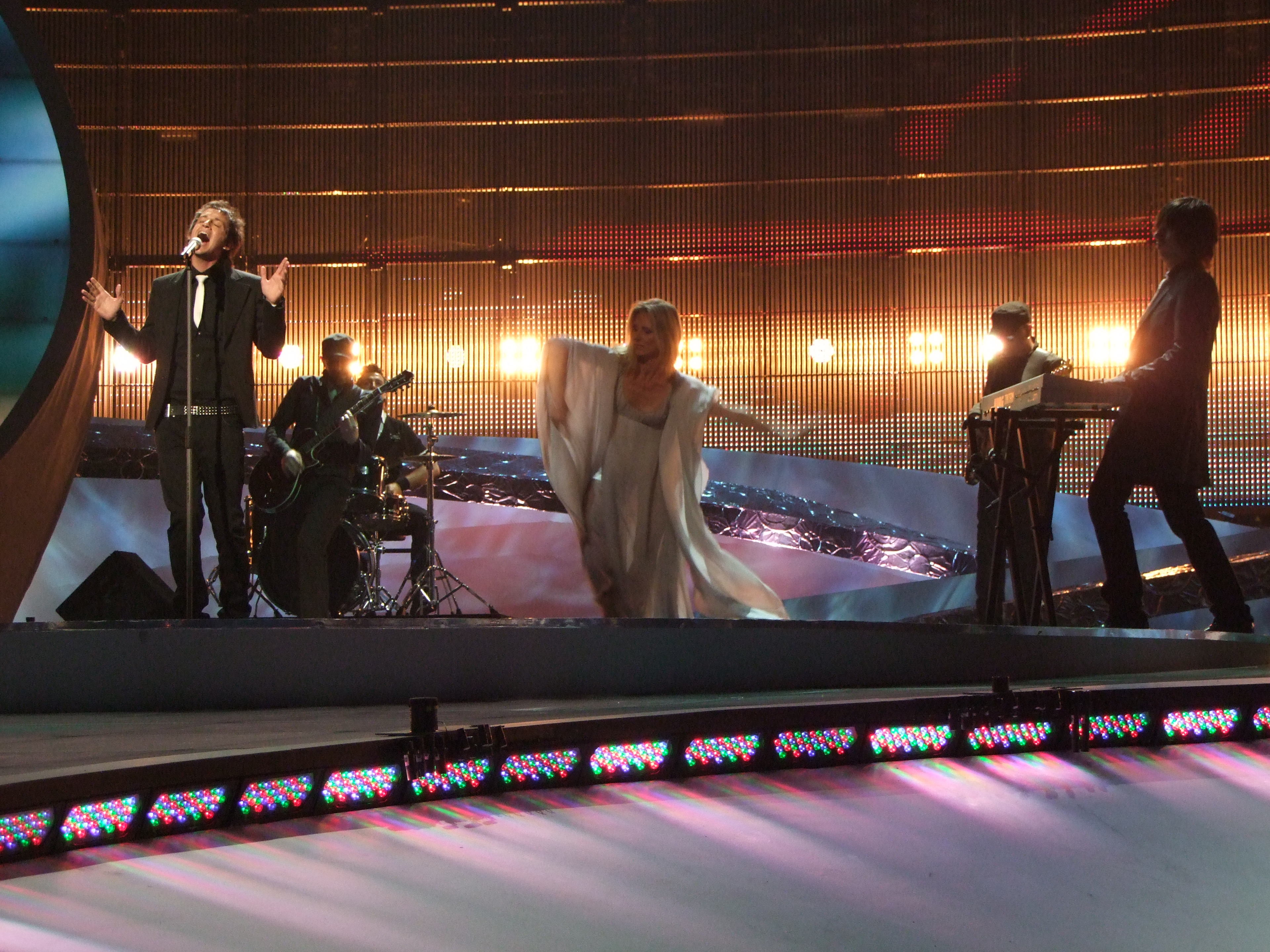
Miodio en la primera semifinal del Festival de la Canción de Eurovisión 2008.

Miodio actuó en la primera semifinal el 20 de mayo de 2008, en el quinto lugar de diecinueve países participantes. Los miembros de la banda llevaban trajes negro, pero con cada uno de los miembros con estilo diferente.  Una bailarina rubia salió también a escena. Ella llevaba un vestido largo blanco. Las pantallas de detrás del escenario mostraban imágenes de un cielo azul con nubes.
La canción no logró que la gente se fijará en su actuación, y San Marino solo logró recibió cinco puntos en su debut de entrada: dos de Andorra, y tres de Grecia, quedando en la última posición de las 19 canciones. San Marino no consiguió los puntos suficientes para pasar a la final y se convirtió en el octavo en debutar en el concurso con un último lugar en su primera participación.

## Tras Eurovisión
Después de haber quedado en última posición en Eurovisión, Miodio compitió en el Golden Stag Festival de Rumanía, así como el concurso Pjesma Mediterana en Montenegro. También estuvieron de gira en Italia, San Marino y Moldavia durante el verano.
En mayo de 2008 se anunció que el ganador del Festival de la Canción de Eurovisión 2008 finalizará en San Marino un tour después de viajar por Europa. Durante la gira, el ministro de la Juventud Sammarinese afirmó que San Marino tiene "buenas esperanzas de regresar" en 2009. Más tarde, algunos artistas anunciaron su deseo de representar a San Marino en el concurso, incluyendo Little Tony, del jurado del 2008.
Se ha rumoreado que SMRTV se retiraría del Festival de la Canción de Eurovisión 2009 debido a los malos resultados en su primer intento. No obstante, SMRTV confirmó su interés en el concurso de 2009. Al final, la SMRTV se retiró del Festival de la Canción de Eurovisión 2009, antes de haber solicitado su ingreso. Esto no fue debido a los malos resultados del año anterior, sino a las dificultades financieras de la SMRTV.